# Émile Delchambre
Émile Delchambre est un rameur français né le 3 décembre 1875 à Roubaix et mort le 8 septembre 1958 dans la même ville. Il a été membre du Cercle nautique de l'Aviron de Roubaix.

## Biographie
Émile Delchambre dispute l'épreuve de quatre avec barreur aux côtés de Henri Bouckaert, de Jean Cau, Henri Hazebrouck et Charlot aux Jeux olympiques d'été de 1900 à Paris. Les cinq Français remportent la médaille d'or.
Il remporte le titre de champion de France de quatre sans barreur aux côtés d'Henri Hazebrouck, de Jean Cau et d'Henri Bouckaert à Paris en aout 1900.